# Oroya aurora
Oroya aurora  (лат.) — вид бабочек из семейства Dalceridae. Неотропика.

## Распространение
Южная Америка: Боливия, Перу, субтропические и тропические горные и влажные леса.

## История открытия
Таксон был впервые выделен в 1994 году американским энтомологом Скоттом Миллером (Scott E. Miller, Museum of Comparative Zoology, Кембридж, США) на основании типовой серии из местности La Oroya (Перу), по названию которой и дано имя новому виду.

## Описание
Мелкие молевидные волосистые бабочки. Размах крыльев самцов около 10 мм. Основная окраска крыльев оранжевая. Время лёта отмечено в январе, марте, мае и с октября по декабрь. Таксон Oroya aurora сходен с родом Acraga, отличаясь жилкованием и строением гениталий.